# 320er v. Chr.

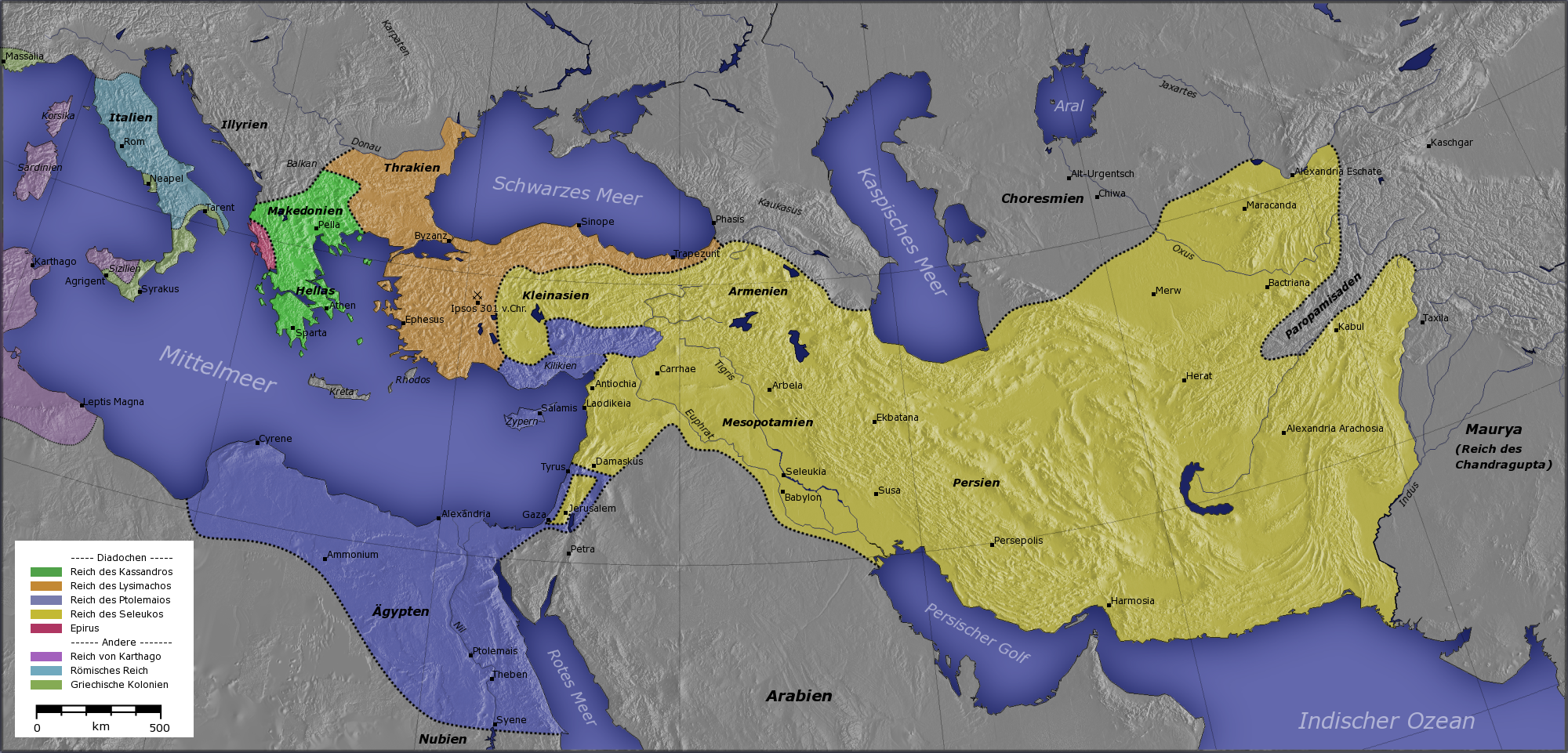
Die Diadochenreiche und ihre Nachbarn

Portal Geschichte | Portal Biografien | Aktuelle Ereignisse | Jahreskalender | Tagesartikel

◄ |
1. Jahrtausend v. Chr. |

◄ |
5. Jh. v. Chr. |
4. Jahrhundert v. Chr. |
3. Jh. v. Chr. |
►

◄ | 350er v. Chr. | 340er v. Chr. | 330er v. Chr. | 320er v. Chr. |
310er v. Chr. |
300er v. Chr. |
290er v. Chr. |
►

329 v. Chr. |
328 v. Chr. |
327 v. Chr. |
326 v. Chr. |
325 v. Chr. |
324 v. Chr. |
323 v. Chr. |
322 v. Chr. |
321 v. Chr. |
320 v. Chr.

## Ereignisse
- 326 v. Chr.: Indienfeldzug Alexanders des Großen. Er siegt ein letztes Mal in der Schlacht am Hydaspes, wird aber von seinen meuternden Soldaten zur Umkehr gezwungen.
- 326 v. Chr.: Der zweite Samnitenkrieg bricht aus (bis 304 v. Chr.).
- 324 v. Chr.: Hochzeit von Alexander dem Großen in Susa mit Stateira, Tochter von Dareios III.
- 323 v. Chr.: Nach dem Tode Alexanders des Großen kommt es zum Kampf um die Nachfolge. Es bilden sich vier Diadochenreiche aus den großen makedonischen Eroberungen, geführt von den erfahrensten Generälen Alexanders.
- Ende der Demokratie in Athen, Einrichtung einer Oligarchie.
- Gründung des Maurya-Reichs.